# Потёмкин, Александр Николаевич
Александр Николаевич Потёмкин — российский государственный деятель, губернатор Гродненской губернии (1883—1890).

## Биография
Дата и место рождения не известны. Приблизительные годы жизни 1832—1895.
Окончил Ришельевский лицей в Одессе.
На службе с 1852 года. В 1876 году произведен в чин действительного статского советника.
С февраля 1866 по 1883 г. прокурор Московской синодальной конторы.
Указом Александра III от 10 ноября 1883 года назначен на должность гродненского губернатора.
Во время большого пожара 10 июня 1885 года лично руководил его тушением. По его ходатайству на ликвидацию последствий пожара выделено из казны 25 тысяч рублей.
Согласно личному прошению и по состоянию здоровья 19 апреля 1890 года освобождён от должности губернатора. Переехал в Москву.
Награждён орденами Святой Анны 3-й, 2-й и 1-й степеней, Святого Станислава 2-й и 1-й степеней, Святого Владимира 4-й и 3-й степеней, золотой медалью на Александровской ленте в память о строительстве храма Христа Спасителя, бронзовой — в память о Крымской войне 1853—1856 гг..
Жена — Давыдова Анна Юльевна, сестра известного российского виолончелиста Карла Юльевича Давыдова.